# Бар'єрні острови (море Лаптєвих)
Бар'є́рні острови́ (рос. Барьерные острова) — 2 невеликих острови у морі Лаптєвих, є частиною островів Петра. Територіально відносяться до Красноярського краю, Росія.
Розташовані біля північно-східного узбережжя острова Південного. Острови мають видовжену форму, витягнуті із північного заходу на південний схід. Являють собою вузьку піщану косу. Оточені мілинами.
Відкриті В. В. Прончищевим в 1736 році.
| Росія | Це незавершена стаття з географії Росії. Ви можете допомогти проєкту, виправивши або дописавши її. |